# Bezzia pseudobscura
Bezzia pseudobscura är en tvåvingeart som beskrevs av Wirth 1951. Bezzia pseudobscura ingår i släktet Bezzia och familjen svidknott. Inga underarter finns listade i Catalogue of Life.